# Walsall
Walsall este un oraș și un Burg Metropolitan în cadrul Comitatului Metropolitan West Midlands în regiunea West Midlands. Pe lângă orașul propriu zis Walsall, cu o populație de 170.994 locuitori, mai conține și orașele Aldridge, Bloxwich, Brownhills, Darlaston și Willenhall